# Julius Lenhart
Julius Lenhart (ur. 27 listopada 1875 w Wiedniu, zm. 10 listopada 1962 tamże) – austriacki gimnastyk, trzykrotny medalista olimpijski.
W 1904 r. reprezentował barwy Cesarstwa Austrii na rozegranych w Saint Louis letnich igrzyskach olimpijskich, podczas których zdobył trzy medale: dwa złote (w wieloboju gimnastyczno-lekkoatletycznym i wieloboju drużynowym) oraz srebrny (w trójboju gimnastycznym). Startował również w konkurencji trójboju lekkoatletycznego, zajmując 32. miejsce.